# Бавлы
Бавлы́ (тат. Баулы) — город в Республике Татарстан России. Административный центр Бавлинского муниципального района. Образует муниципальное образование город Бавлы со статусом городского поселения как единственный населённый пункт в его составе.

## Этимология
По преданию, рассказанному бавлинцем М. И. Ахметзяновым, геологическая экспедиция проводила обследование берегов Бавлы от устья до истока. Она впадает в реку Ик, а берёт начало у подножия горы Бакыртау. Предание утверждает, что члены экспедиции и назвали реку баллы елга, то есть «медовая река».
Николай Петрович Рычков, сын известного географа П. И. Рычкова, член-корреспондента Петербургской академии наук, находясь в составе экспедиции П. С. Палласа, академика Петербургской академии наук, самостоятельно занимался изучением Казанской губернии. Деревни, города, население, его обычаи и род занятий, достопримечательности, реки и водоёмы явились предметом описаний, сделанных в книге «Журнал или дневные записи путешествия капитана Рычкова по разным провинциям Российского государства в 1769 и 1770 г.» В данном труде дано подробное описание использования рек Зай, Ик, Шешмы для перевозки грузов. Путь экспедиции в июне 1769 года проходил по берегам Ика от устья до места, где ныне расположен город Октябрьский, затем по реке Баллы, далее в сторону села Спасского. Состояние реки Бавлы, лесов и полян по её берегам летом 1769 года давало некоторые основания толковать название реки как «баллы елга», Рычков обратил внимание на занятие башкир пчеловодством.
Пчеловодство — семейная традиция Рычковых. Статья Рычкова П. И. (отца) «О содержании пчёл», вышедшая в 1769 году, стала первой научной статьёй в отечественном пчеловодстве. Великий русский химик академик Бутлеров вложил в изучение пчёл не меньше сил и души, чем в химию. Александр Михайлович Бутлеров вошёл в отечественную историю как отец рационального пчеловодства. Рычковы и Бутлеровы были связанными узами родства через Аксаковых. Имения Аксаковых и Бутлеровых размешались на берегах реки Бавлы.
Имеется иная версия. В 1755 году по берегам реки Баллы (Сладкая) был выделен земельный надел Мансуру Дельному, где он обосновал своё имение Мансурово. Мансур был служилым. Так называли служивших царю иноверцев. Известно, что в 1750 году он состоял переводчиком при канцелярии Оренбургской губернии. Руководителем Оренбургской губернии был П. И. Рычков, выдающийся учёный, который ходатайствовал о выделении земельного надела своему «дельному» сотруднику. Право на пользование землёй Мансур Дельный получил на основании договора, утверждённого в Нагайбакской крепости.
Спустя десять лет, по переписи 1764 года в ауле Мансурово на реке Бавле уже насчитывалось: служилых 26 чел., ясашных 3 чел.. Всего 29 душ.
Село сначала входило в Оренбургскую, затем в Самарскую губернии. С башкирской стороны по берегам реки юртовал род Дербыша. Дербыш был крупным землевладельцем. Для освоения новых земель на реке Бавле он отправил сына Кармана. С тех пор селение разделено межой на две части: башкирскую и мишарскую. В мишарской части хозяйство вёл земляк Мансура, так как сам в селе не жил, то управление своим имением доверил Файзулле бабаю, мишарину из Симбирского уезда. Для ведения хозяйства Файзулла бабай нанимал местных жителей. Местное население: татары и башкиры не были под крепостным правом, но за долги попадали к Файзулле в кабальную зависимость и получали прозвище «баулы» (от татарского баулы — «верёвка») — кабальный, привязанный верёвкой-долгом, надевший хомут на шею. Запрещалось жителям двух противоположных от межи частей пасти скот на территориях друг друга, косить сено. Между людьми башкирской и мишарской сторон происходили постоянные стычки, они давали друг другу прозвища. В роду Галима Хасаншина сохранилось такое предание: «У крестьянина с мишарской стороны убежал бычок. Пока искал его в лесу, встретил крестьянина с башкирской стороны. Спрашивает его: «Не встречал ли бычка с верёвкой на шее?» За это получили мишары прозвище «баулы» — веревочники».
Таким образом, село стали именовать Мансурово-Баулы, так оно упоминается в материалах переписи 1764 года «О нерусском населении Уфимской провинции, принимавшем участие в восстании».
С развитием села на реке Бавле появилось несколько имений. Утрачивается смысловое значение Мансурово, а село стало называться одним словом, объединяющим все имения, по названию реки Бавлы.
Также существует мнение, что слово «бавла» татаризовано от русского бава, имеющего смысловое значение: достаток, изобилие, богатство.

## География
Географически Бавлы находятся в южной части предгорий Уральских гор. Город расположен в пределах Бугульминско-Белебеевской возвышенности на реке Бавлинке (приток реки Ик), в 25 км к югу от железнодорожной станции Ютаза Куйбышевской железной дороги на линии Инза — Чишмы. Площадь города составляет 8,8 км².
Расстояние до Казани 365 километров.
Преобладает умеренно континентальный климат. За год в среднем выпадает около 553 мм осадков. Меньше всего осадков выпадает в марте, в среднем около 27 мм, а больше всего в июле, в среднем 66 мм. Самый холодный месяц январь, средняя температура которого −11,2 °C. Самый тёплый месяц июль со средней температурой 18,6 °C.

## История
Первое поселение на реке Бавле появилось в 1626 году. Через некоторое время разросшееся поселение было объединено с несколькими имениями под единым названием Бавлы. Название означает «баллы елга» — медовая река. Первыми поселенцами были Карман, Тукбирде, Ырыс, Байсабу, Туктамыш, Таубакты, Илбакты.
По утверждению А. З. Асфандиярова, Бавлы были основаны в 1755 году. При этом башкиры деревень Бавлы и Тумбарлы утверждали, что они всегда были вотчинниками Еланской волости, которой дали грамоту на владение землёй в 1656 году.
В XVIII-XIX веках жители в сословном отношении делились на башкир-вотчинников и государственных крестьян. В 1795 году в населённом пункте были учтены при 18 дворах 107 башкир, при 14 дворах 53 ясачного татарина, по 1 дому у служилых татар 8 человек и у мещеряков 11 человек. В 1834 году в поселении проживало 348 башкир-вотчинников Кыр-Еланской волости и 12 башкир-припущенников Байлярской волости. В 1859 году жили 310 душ башкир-вотчинников мужского пола, 10 душ башкир-припущенников мужского пола, 5 душ тептярей и 75 душ государственных крестьян мужского пола.
Основными занятиями народов, издавна населяющих Бавлинский район, было земледелие, животноводство, торговля. До 1917 года единственным промышленным предприятием был спиртзавод помещика Жданова, действовало 7 кузниц, 3 лавки, 19 мельниц и крупушек, 1 овчинное заведение. Население составляло более двух тысяч человек. В начале XX века поселение получило статус центра волости.
Бавлинский район как административное образование Татарской АССР появился 10 августа 1930 года. Исторически сложилось так, что территорию района населяли разные народности. Восемь тысяч бавлинцев защищали родную землю на фронтах Великой Отечественной, многие из них погибли, четверо стали Героями Советского Союза.
Новый этап развития района связан с открытием в Бавлах месторождения девонской нефти в сентябре 1946 года. Ко времени появления первых нефтяников в районе не было автомобильных дорог, водопровода, не все объекты были электрифицированы. Развитие нефтяной промышленности способствовало активному росту сельского хозяйства района. Чтобы обеспечить нефтяников всем необходимым, прокладывались автомобильные дороги, вводились в строй новые промышленные и агропромышленные предприятия, формировалась новая инфраструктура района. Посёлок пополнялся молодёжью и профессиональными кадрами, разрастался, строились новые дома, школы, детские сады, спортивные и культурные учреждения. 18 сентября 1997 года постановлением Государственного Совета Республики Татарстан Бавлам присвоен статус города республиканского значения.

## Население
| 1764    | 1939    | 1959    | 1970    | 1979    | 1989    | 1996    | 2000    | 2001    |
| ------- | ------- | ------- | ------- | ------- | ------- | ------- | ------- | ------- |
| 29      | ↗2800   | ↗13 315 | ↗14 706 | ↗16 070 | ↗20 025 | ↗22 700 | ↗23 200 | ↗23 400 |
| 2002    | 2003    | 2004    | 2005    | 2006    | 2007    | 2008    | 2009    | 2010    |
| ↘22 939 | ↗23 000 | →23 000 | ↘22 913 | ↗23 024 | ↗23 083 | ↗23 100 | ↘23 098 | ↘22 109 |
| 2011    | 2012    | 2013    | 2014    | 2015    | 2016    | 2017    | 2018    | 2019    |
| ↘22 108 | ↗22 175 | ↘22 154 | ↗22 178 | ↘22 114 | ↗22 235 | ↗22 258 | ↗22 272 | ↘22 145 |
| 2020    | 2021    |         |         |         |         |         |         |         |
| ↗22 157 | ↘21 628 |         |         |         |         |         |         |         |

На 1 января 2025 года по численности населения город находился на 636-м месте из 1124 городов Российской Федерации.
Национальный состав
Большинство составляют татары - 69,1%, русские - 21,6%, чуваши - 3,5% и удмурты - 2,5%.

## Районы города
Город условно делится на несколько частей. Наиболее старая находится в нижней части (Нижние Бавлы). Частный сектор, состоит, в основном, из старых деревянных домов. Многие жители ведут деревенский образ жизни, держат скот. До революции здесь были крупные базары, находится старейшая школа № 1, большая мечеть.

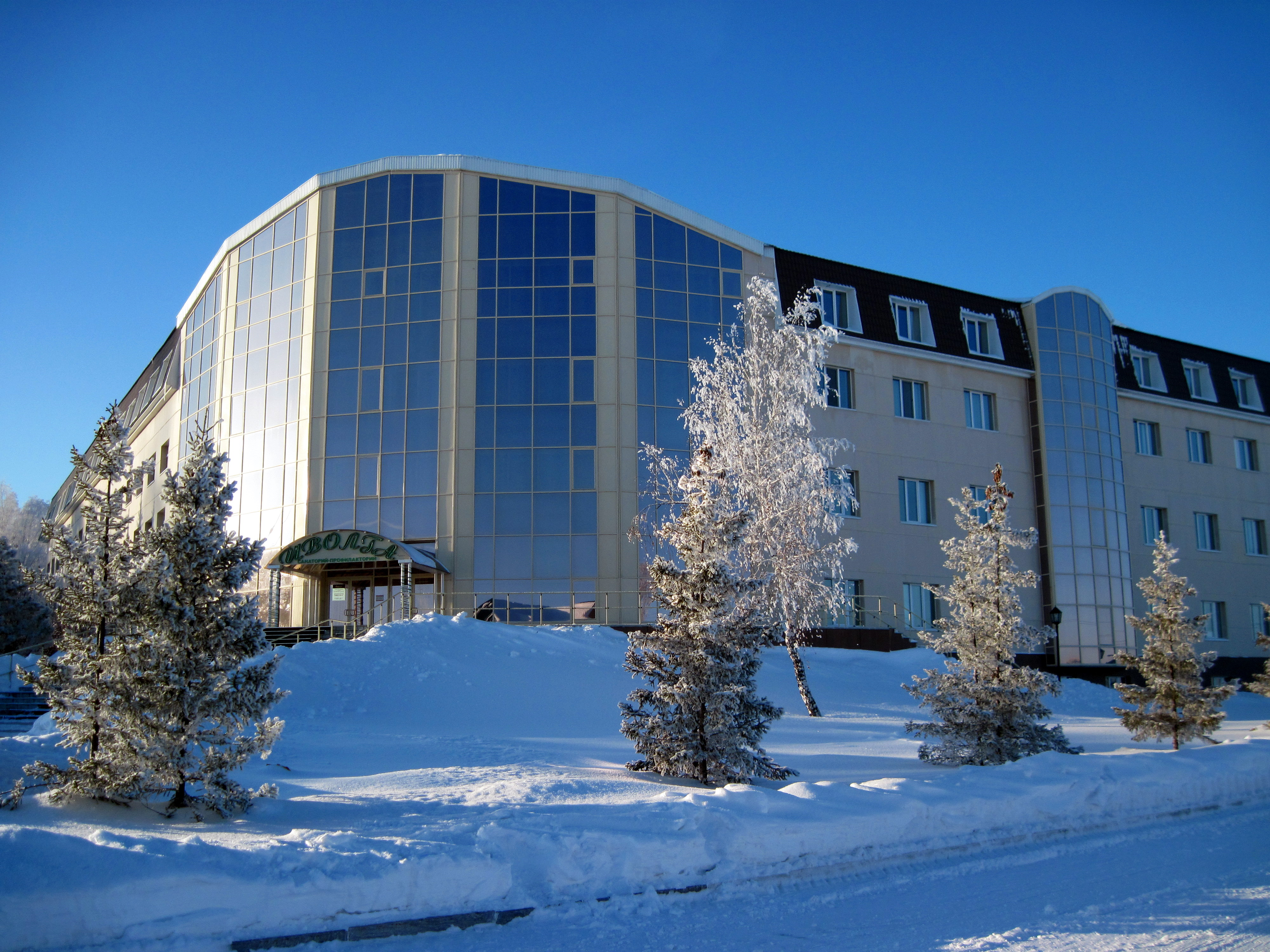
Санаторий «Иволга»

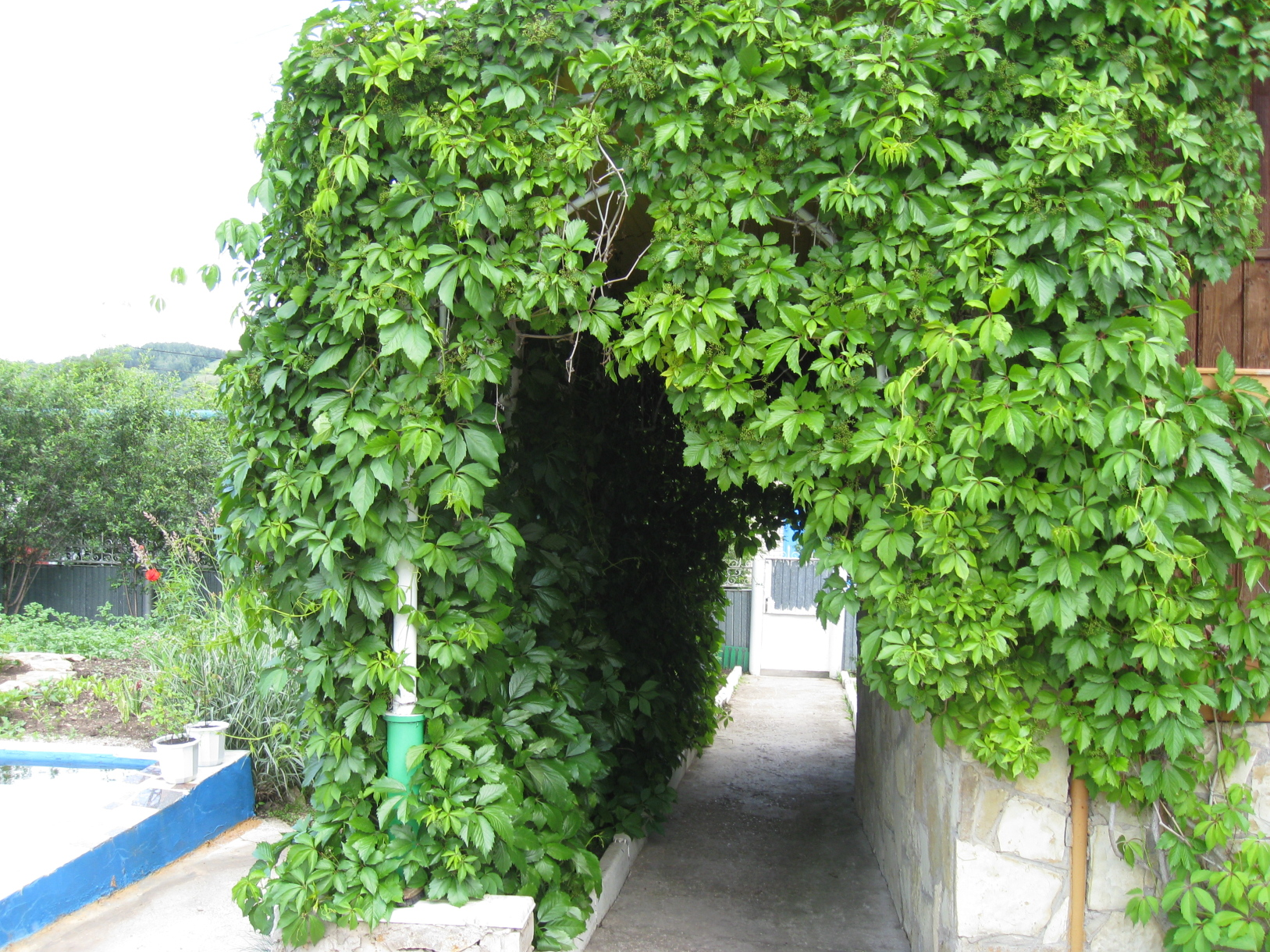
Во дворе одного из участков в Кулацком посёлке

После войны стали отстраивать район на возвышенности, который называется Ак Буа (Белый пруд). Теперь это культурно-административный центр. Здесь сосредоточены все административные органы города и крупные общественные объекты: городской исполком, управление НГДУ «Бавлынефть», школа искусств, комиссариат, концертный зал, краеведческий музей, спортивный клуб с закрытым плавательным бассейном, парк культуры и отдыха «Нефтьче» с бассейном и стадионом, аллея парка Победы, школы, городской рынок, общественная баня и т. д. Архитектура этой части наиболее интересна и привлекательна. Большинство товаров и услуг также сосредоточены тут, ввиду наибольшего количества проживающих, работающих и посещающих центр людей.
Спальный 27-й микрорайон состоит в основном, из типовых пятиэтажек, построенных в перестроечно-постперестроечное время. Здесь имеется зимний каток. 12 октября 2007 года состоялось открытие ледового дворца. Рядом с ним функционирует многофункциональный зал, включающий закрытый теннисный корт.
Наиболее молодым и быстрорастущим районом города является его северо-западная часть. Это также спальный район. Застроен он коттеджами и населён, в основном, людьми выше среднего достатка, за что район получил в народе название Кулацкого посёлка (от слова кулак — зажиточный человек). Здесь проживают видные представители города и района, находится новая 7-я школа, два санатория-профилактория «Иволга» и «Березка», детский летний лагерь и новая мечеть.

## Экономика
Среди промышленных предприятий города основную часть занимают нефтедобывающие. Это НГДУ «Бавлынефть», Бавлинский цех АЦБПО ЭПУ, АО «Бавлынефтепродукт», АО «Алойл», а также филиалы дочерних предприятий ПАО «Татнефть» и ПАО «АК „Транснефть“»
Помимо нефтепромысла, в районе развиты другие отрасли промышленности, это лесхоз, АО «Бавлинский хлебозавод», МУП «Горсеть», Бавлинское ПТС, ГУП «Коммунальщик», ГУП «Бавлыводоканал», газовая служба, а также ряд других предприятий.

## Транспорт
Через город Бавлы проходит федеральная автомобильная трасса Р-239 Казань — Оренбург — граница с Республикой Казахстан. В самом городе действует недорогое маршрутное такси, занявшее место некогда единственного монополиста городского общественного транспорта Бавлинское ПАТП, ныне не работающее. В последнее время увеличивается количество обычных такси, предлагающих свои услуги за фиксированную плату, в зависимости от дальности расстояния.

## Спорт
В городе имеется спортивно-оздоровительный комплекс с закрытым бассейном, детско-юношеская спортивная школа «Нефтьче». В 2007 году был открыт современный ледовый дворец, клубы. Проводятся всероссийские и республиканские турниры.

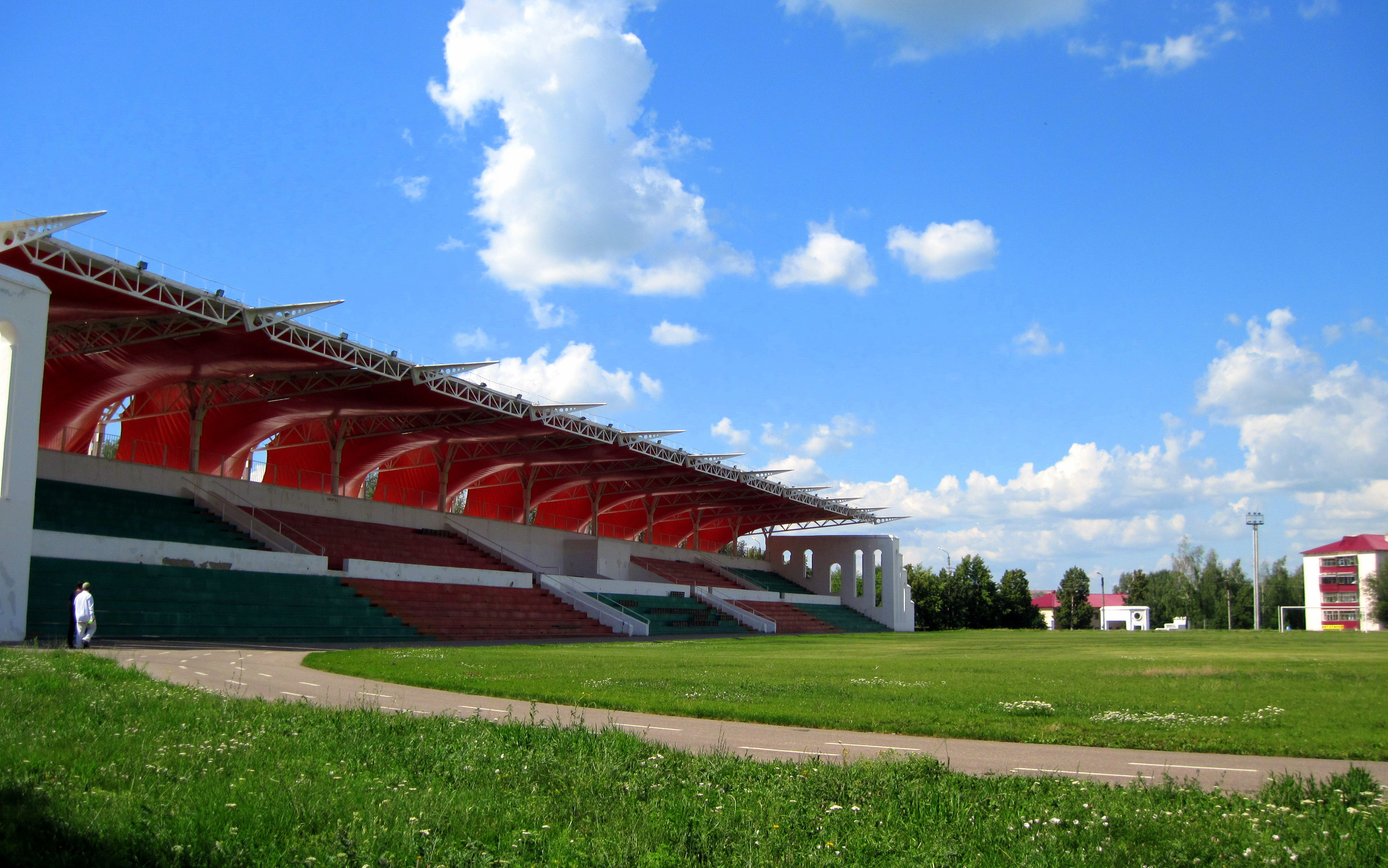
Стадион «Нефтьче»

Работают две ДЮСШ. Школой подготовлено 3 чемпиона Республики Татарстан по боксу, греко-римской борьбе и настольному теннису. В настоящее время городе развиваются 20 видов спорта: парапланеризм, футбол, хоккей, волейбол, баскетбол, лёгкая атлетика, лыжный спорт, настольный теннис, шахматы, греко-римская борьба, национальная борьба, карате киокусинкай, рукопашный бой, плавание, бильярдный спорт, атлетическая гимнастика, картинг, спортивные танцы, бокс, туризм. В Бавлах функционирует 127 спортивных сооружения, в том числе 1 стадион с трибунами, 7 баскетбольных площадок, 30 волейбольных площадок, 15 футбольных полей, 3 плавательных бассейна, 5 хоккейных коробок, 1 конный ипподром, 26 оздоровительных площадок, 39 спортивных залов.
Ледовый дворец «Девон» — здание универсальное. Оно предназначено для попеременного проведения учебно-тренировочных занятий детей по хоккею и фигурному катанию на коньках, проведения соревновании и выступлении на льду, а также для развития зимних видов спорта и приобщения населения города к здоровому образу жизни и к физическому совершенствованию. В оставшееся от учебно-тренировочных занятий время ледовая арена используется под массовое катание горожан. Его общая площадь составляет 50 941 м². Ледовая арена 1800 м², АБК 1165 м², посадочных мест 1040. Вместимость спортивно-зрелищного катка 1000 зрителей. Игровое ледовое поле площадью 1800 кв. м.

## Религия
Наиболее распространённой религией среди жителей в Бавлах является ислам. В городе существуют две мечети: центральная соборная «Гали», находящаяся в нижней части города, и деревянная «Умет» (Надежда) в северо-западной части. Ведётся активная работа по разъяснению населению сути ислама и ознакомлению его с основами вероучения. Город нередко посещают группы призыва из разных стран. При поддержке ПАО «Татнефть» в районе строятся православные храмы и проводятся православные праздники.

## Достопримечательности
Горы (холмы)

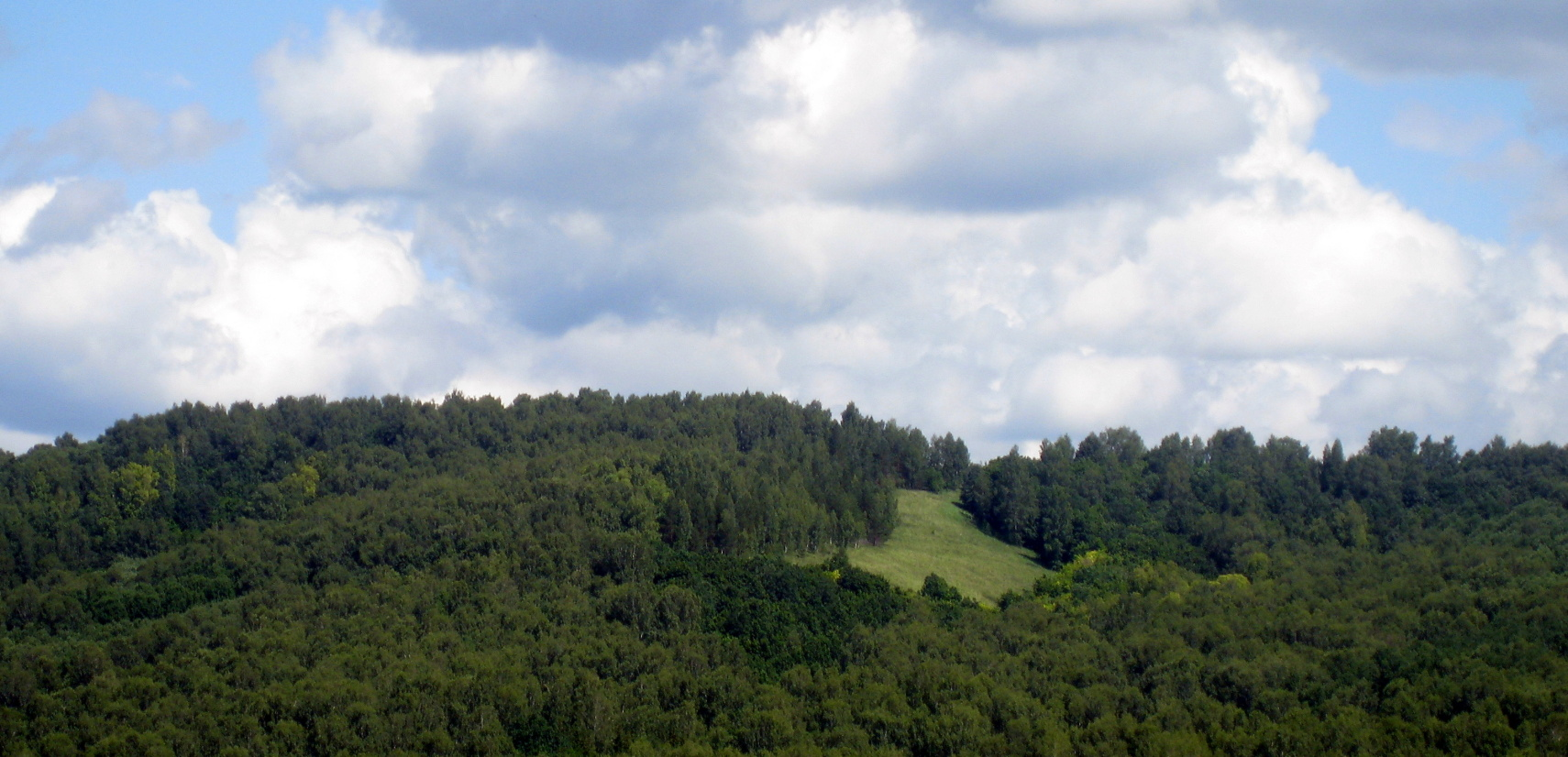
Вид на холмы

У каждой горы в Бавлах имеется своё название. Исток реки Бавлинки берёт у подножия Медной горы (Бакыртау), это возвышенность на перекрестке дорог Александровка — Татарские Ташлы. По течению реки впадает источник из Известковой горы (Известь тауы), затем Темное озеро (Карыңнгы күл) и Аптельмян-Куль.
У подножия Мельничной горы (Тегермян тавы) был большой Чистый пруд (Ак-Буа). Сегодня из-под этой горы истекает родник Ак-Чишма. На восточной окраине жилого территориального комплекса «Центральный» находится родник № 3 (Аблязи), а гора, где сливается источник с рекой, тоже носит название Аблязи-Тавы. Следующая гора чуть выше Кабырга-Буляк (Косогор Подарочный). У подножия горы Аблязи расположены поляны Ихсан, Мухаммат-вали, Гайнутдин. Далее находится гора Изрытая (Алама-Тау), затем высокий красивый холм Буртавы. Он назван так, потому, что здесь когда-то воровали лес на срубы, а ещё выше Биек-Чагыл (Ленинская гора), самая высокая, именно отсюда обозревается вся окрестность.

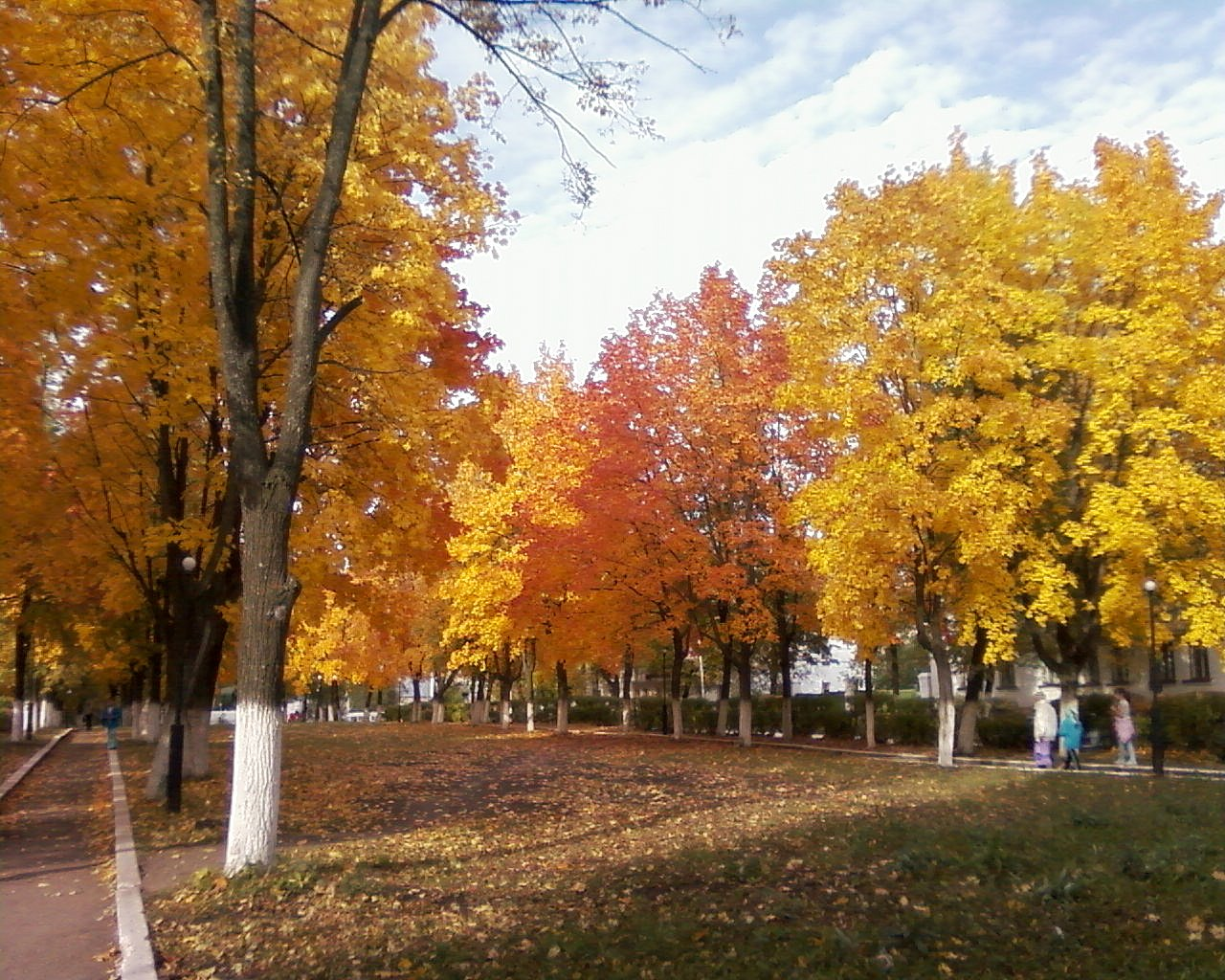
Парк Победы

Напротив кирпичного завода — Ябалак-Тау (Совиная гора), далее Такия-Тау, круглая и узкая, из-под неё бьёт родник с таким же названием. Напротив неё находится Имянле-Тау — плоскогорье с дубравой, в глубине которой, округло выступая, возвышается Йорек-Тау (Сердечная гора), родник, пробивающийся в низине, Рахима (родник Рахимы). Самой величественной горой напротив Советской ул. является Олы-Тау (Большая гора). На въезде в город со стороны Бугульмы находится Чопармяк-Тавы (Выездная гора). Озерцо в районе ЭЛОУ-2 назвали Киндер-Куль (Конопляное озеро).
Родники
Бавлы издавна богаты родниками, которых становится всё меньше ввиду ухудшающейся экологической обстановки и растущей затройки. Причём меняется качество ещё существующих родников. Так, не рекомендуется пить воду из родника Беллур (Бәллүр) (ул. Нефтеразведчиков) и Шайхевали (Набережная ул.), ввиду того, что в них выявлено превышение предельно допустимой концентрации нитратов.
Школа № 1
Одноэтажное протяжённое здание построено в 1927-1928 годах. Стены выложены из пиленого камня с рваной обработкой лицевой поверхности. Углы и простенки выделены лопатками. Широкие наличники лучковых оконных проёмов оштукатурены. Карниз и подоконные полочки имеют гладкую поверхность. Памятник гражданской архитектуры в стиле эклектики рационалистического направления.
Комплекс ветеринарной лечебницы
Одноэтажное здание с подвалом и его отдельно стоящий флигель построены в конце 1920-х. Представляет собой одно из первых специализированных учреждений подобного типа в Закамье.
Основное сооружение имеют прямоугольную форму в плане с тамбурным пристроем к торцу, выходящему на угол квартальной застройки. Фундамент и стены зданий сложены из крупных каменных блоков с рваной лицевой поверхностью. Памятник гражданской архитектуры в стиле эклектики рационалистического направления.

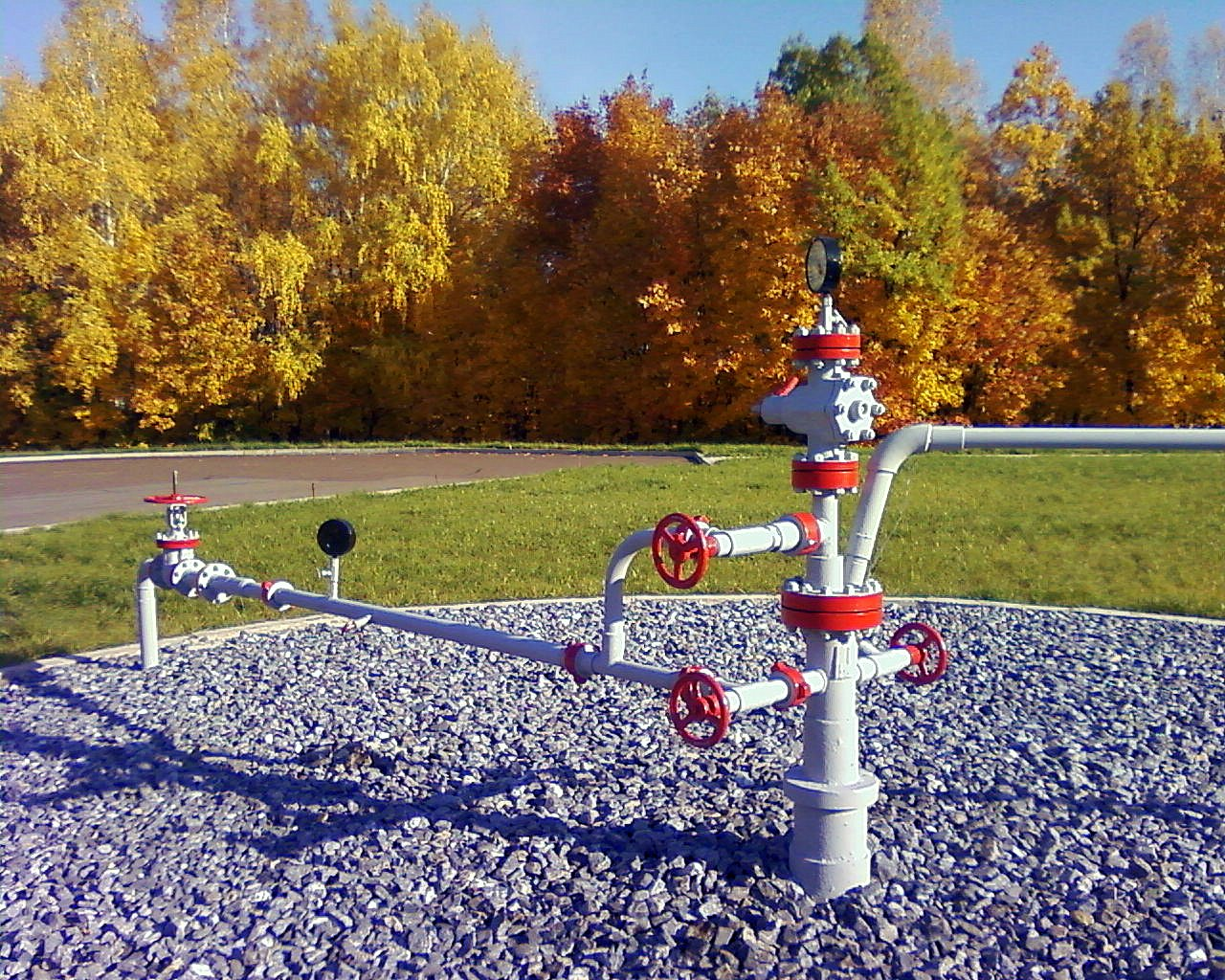
Скважина № 1

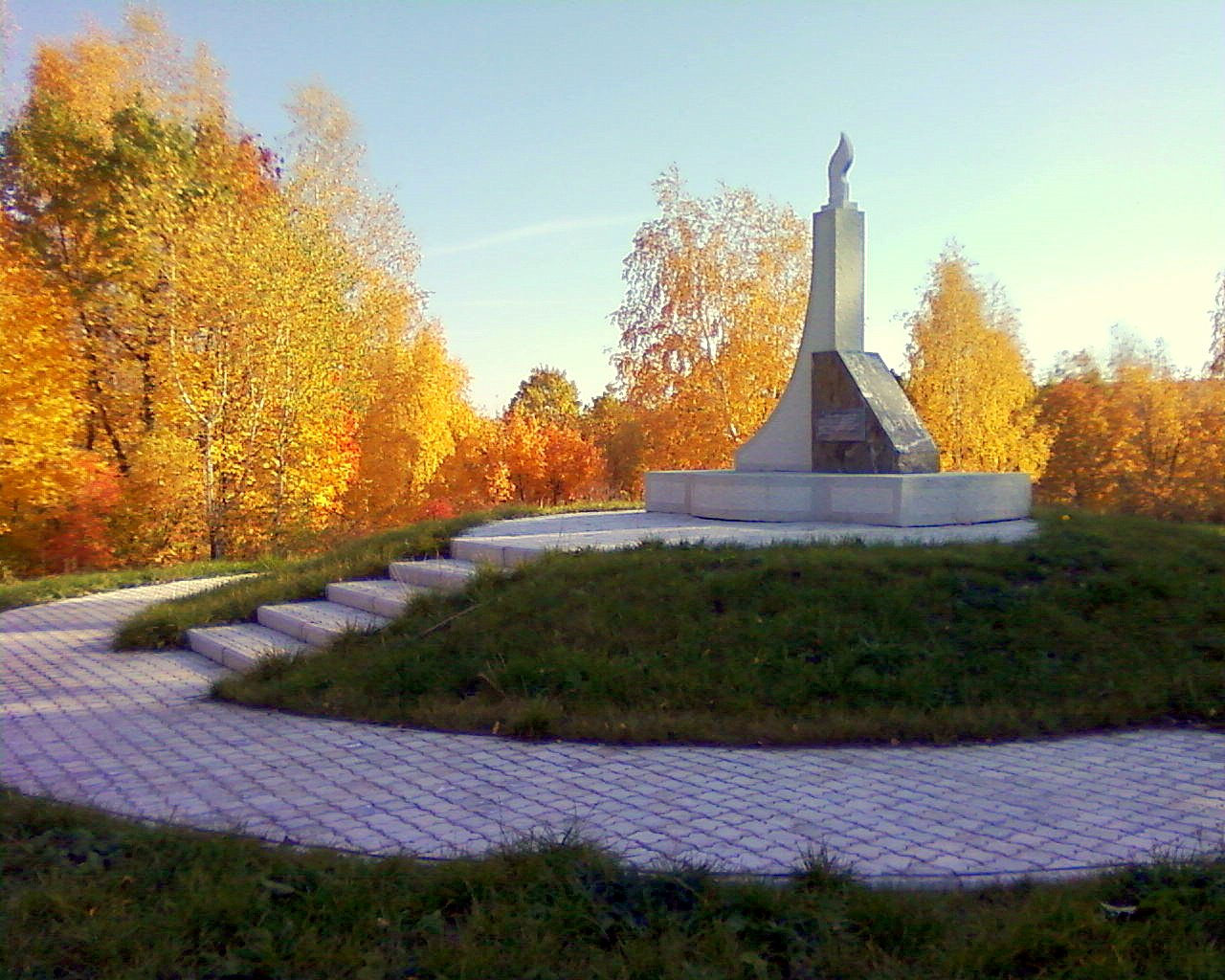
Памятник первым нефтедобытчикам

Бурение первой скважины Татарстана начато бригадой мастера М. К. Топчия из треста «Туймазанефть» в 1943 году. В сентябре 1946 г. на скважине дошли до проектной глубины, а 17 сентября 1946 года ударил фонтан девонской нефти. Добыто с начала эксплуатации 839 472 тонны нефти.

## Награды
- За активную плодотворную деятельность по утверждению идей мира и ненасилия, межнационального и межконфессионального согласия Бавлинский райисполком в 2002 году был отмечен золотой медалью ЮНЕСКО «Пальмовая ветвь мира».

## Города-побратимы
| Страна  | Город-побратим | Год установления связи |
| ------- | -------------- | ---------------------- |
| Турция  | Антакья        | -                      |
| Турция  | Кютахья        | -                      |
| Молдова | Комрат         | -                      |